# Грешнево (Старицький район)
Грешнево (рос. Грешнево) — присілок в Старицькому районі Тверської області Російської Федерації.
Населення становить 8 осіб. Входить до складу муніципального утворення сільське поселення Луковниково.

## Історія
Від 2005 року входить до складу муніципального утворення сільське поселення Луковниково. Раніше населений пункт належав до Ряснинського сільського округу.

## Населення
| 2008 | 2010 |
| ---- | ---- |
| 10   | ↘8   |